# React Native
React Native là một framework mã nguồn mở được sáng tạo bởi Facebook. Nó được sử dụng để phát triển ứng dụng di động Android, iOS, Web và UWP bằng cách cho phép các nhà phát triển sử dụng React cùng với môi trường ứng dụng gốc (native).

## Lịch sử
Năm 2012 Mark Zuckerberg đã phát biểu, "Sai lầm lớn nhất của chúng tôi khi làm công ty là dựa trên quá nhiều HTML hơn là môi trường phát triển gốc". Ông hứa rằng Facebook sẽ sớm cung cấp trải nghiệm di động tốt hơn.
Kỹ sư Jordan Walke tại Facebook đã tìm ra cách xây dựng các thành phần UI cho iOS bằng một luồng JavaScript. Họ quyết định tổ chức cuộc thi Hackathon để hoàn thiện nguyên mẫu hệ thống để có thể xây dựng các ứng dụng di động gốc (native app) bằng công nghệ này.
Sau nhiều tháng phát triển, Facebook đã phát hành phiên bản đầu tiên cho React Native vào năm 2015. Trong một cuộc hội thảo công nghệ, Christopher Chedeau cho biết Facebook đã sử dụng React Native trong phát triển ứng dụng nhóm và ứng dụng quản lí quảng cáo của họ.

## Hoạt động
Các nguyên tắc hoạt động của React Native gần như giống hệt với React ngoại trừ việc React Native không thao tác với DOM thông qua DOM ảo. Nó chạy một quá trình xử lý nền (phiên dịch JavaScript viết bởi các nhà phát triển) trực tiếp trên thiết bị đầu cuối và giao tiếp với nền tảng gốc qua một cầu trung gian, bất đông bộ và theo đợt.
Các thành phần React bao bọc mã gốc và tương tác với API gốc qua mô hình UI khai báo và Javascript của React. Điều này giúp việc phát triển ứng dụng cho nhiều nền tảng nhanh hơn.
React Native không sử dụng HTML. Thay vào đó, nó sử dụng các thành phần khác từ luồng Javascript.

## Hello World
Ví dụ về chương trình Hello World:
```
import
 
React
,
 
{
 
Component
 
}
 
from
 
'react'
;

import
 
{
 
AppRegistry
,
 
Text
 
}
 
from
 
'react-native'
;

export
 
default
 
class
 
HelloWorldApp
 
extends
 
Component
 
{

  
render
()
 
{

    
return
 
(

      
<
Text
>
Hello
 
world
!<
/Text>

    
);

  
}

}

// Bỏ qua dòng này nếu bạn sử dụng công cụ Create React Native App

AppRegistry
.
registerComponent
(
'HelloWorld'
,
 
()
 
=>
 
HelloWorldApp
);

// Code ReactJS có thể được sử dụng từ một thành phần khác bằng câu lệnh sau:

import
 
HelloWorldApp
 
from
 
'./HelloWorldApp'
;

```